# Lambda Cygni
Lambda Cygni (λ Cygni / 54 Cygni) es una estrella múltiple en la constelación del Cisne de magnitud aparente +4,75.
Se encuentra a 769 años luz del sistema solar.

## Componentes del sistema
El sistema estelar Lambda Cygni está integrado por tres estrellas. Dos de ellas, Lambda Cygni Aa y Ab, forman una binaria, orbitada por una tercera componente, llamada Lambda Cygni B.
La separación visual entre la binaria Lambda Cygni A y Lambda Cygni B es inferior a un segundo de arco.
Una cuarta estrella denominada Lambda Cygni C, separada de ellas 83 segundos de arco, probablemente no es un miembro del sistema, sino una estrella más alejada en la misma línea de visión.

## Lambda Cygni Aa y Ab
Lamba Cygni Aa y Lambda Cygni Ab forman una binaria espectroscópica cuyas componentes son estrellas blanco-azuladas, casi idénticas, de tipo espectral B5V.
Lambda Cygni Aa tiene una temperatura efectiva de 15.629 ± 315 K, siendo su luminosidad 1260 veces mayor que la luminosidad solar.
Tiene un radio 4,9 veces más grande que el del Sol y su velocidad de rotación es de al menos 128 km/s.
Su masa es de 5,5 masas solares.
Es una «estrella Be» que genera una fuerte emisión procedente de un disco circundante de materia. Para el observador terrestre, el disco aparece aproximadamente de perfil, por lo que ha sido catalogada como «estrella con envoltura».
Lambda Cygni Ab tiene una luminosidad 800 veces mayor que la del Sol y una masa de 5 masas solares.
El período orbital de esta binaria es de 11,6 años y la distancia media entre las dos estrellas es de 11,3 UA. No obstante, la elevada excentricidad de la órbita (e = 0,52) hace que la distancia entre ellas varíe entre 5 y 17 UA.

## Lambda Cygni B
Lambda Cygni B es también una estrella blanco-azulada de la secuencia principal, aunque de tipo B7V.
Con magnitud aparente +6,06, es 400 veces más luminosa que el Sol y tiene una masa cuatro veces mayor que este.
Completa una órbita en torno a la binaria cada 391 años, y la separación media respecto a ella es de 183 UA. También la órbita es excéntrica, por lo que la separación varía entre 101 y 216 UA.
La metalicidad del sistema es algo más baja que la del Sol ([Fe/H] = -0,05) y su edad estimada es de 63 millones de años.